# Aven Armand
L'Aven Armand is een druipsteengrot in Nationaal Park de Cevennen in Zuid-Frankrijk.
De grot ligt tussen Millau en Meyrueis. Hij is bereikbaar via de D907 en D996.
De 197 m diepe grot is ontdekt in 1897 door Louis Armand, een sleutelmaker uit Le Rozier. L'Aven Armand werd onderzocht door de bekende speleoloog Édouard-Alfred Martel.
De zaal is 110 m lang, 60 m breed en 45 m hoog en heeft circa 400 stalagmieten.
Via een treintje, trappen en hellingen is de grot te bezoeken.

## Fotogalerij

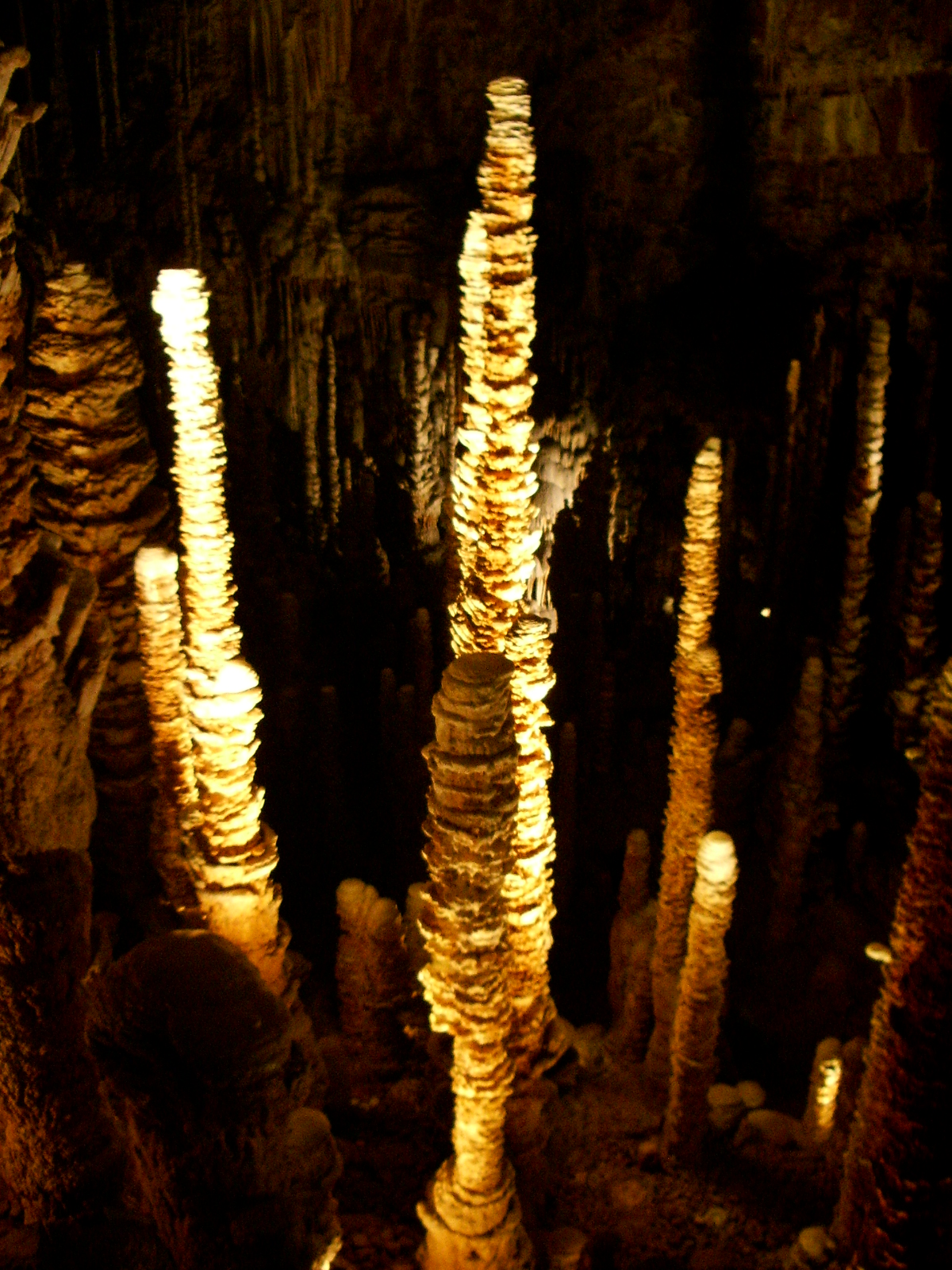
Stalagmites de calcite blanche
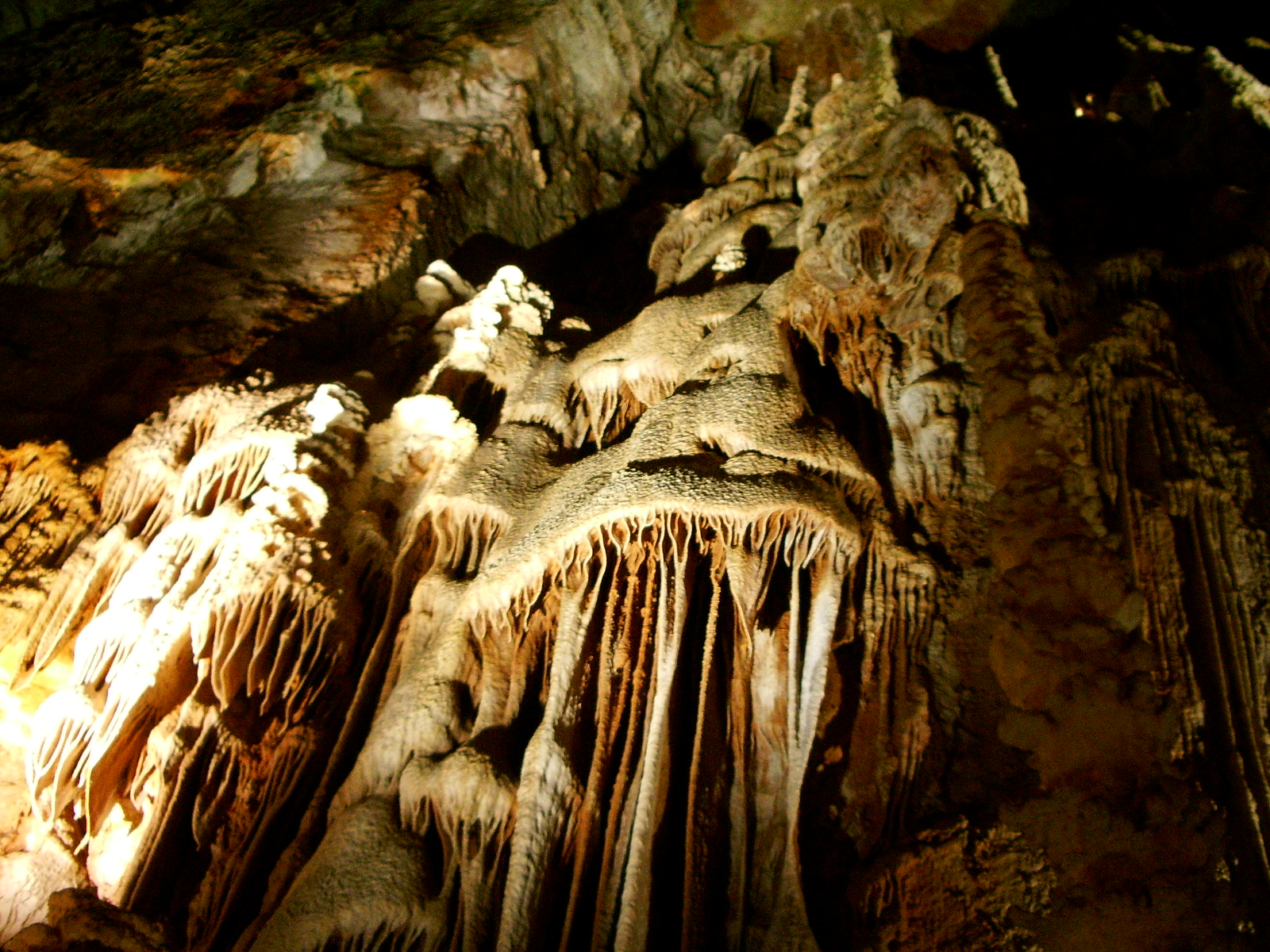
Draperies de calcite blanche
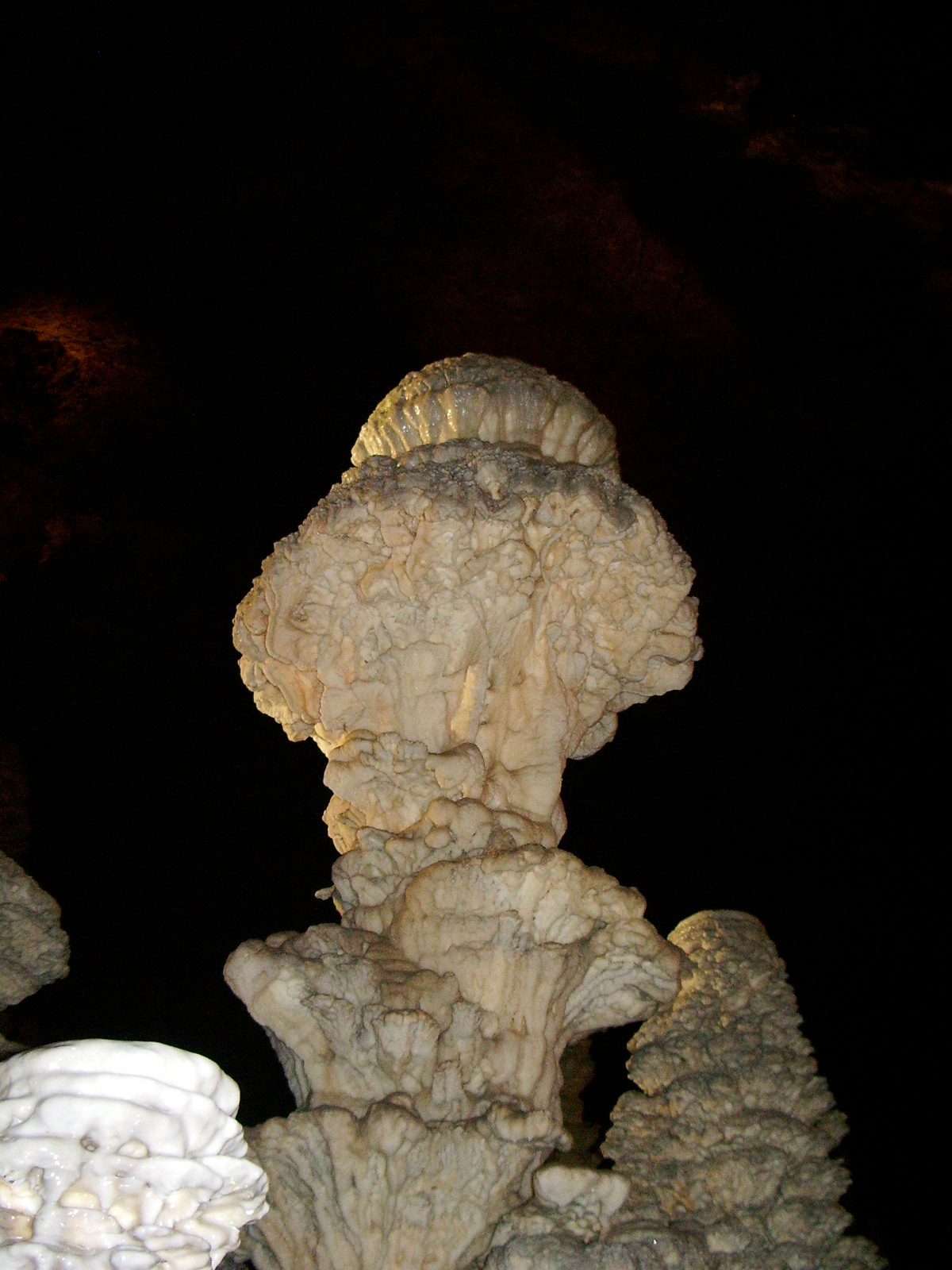
Le broccoli
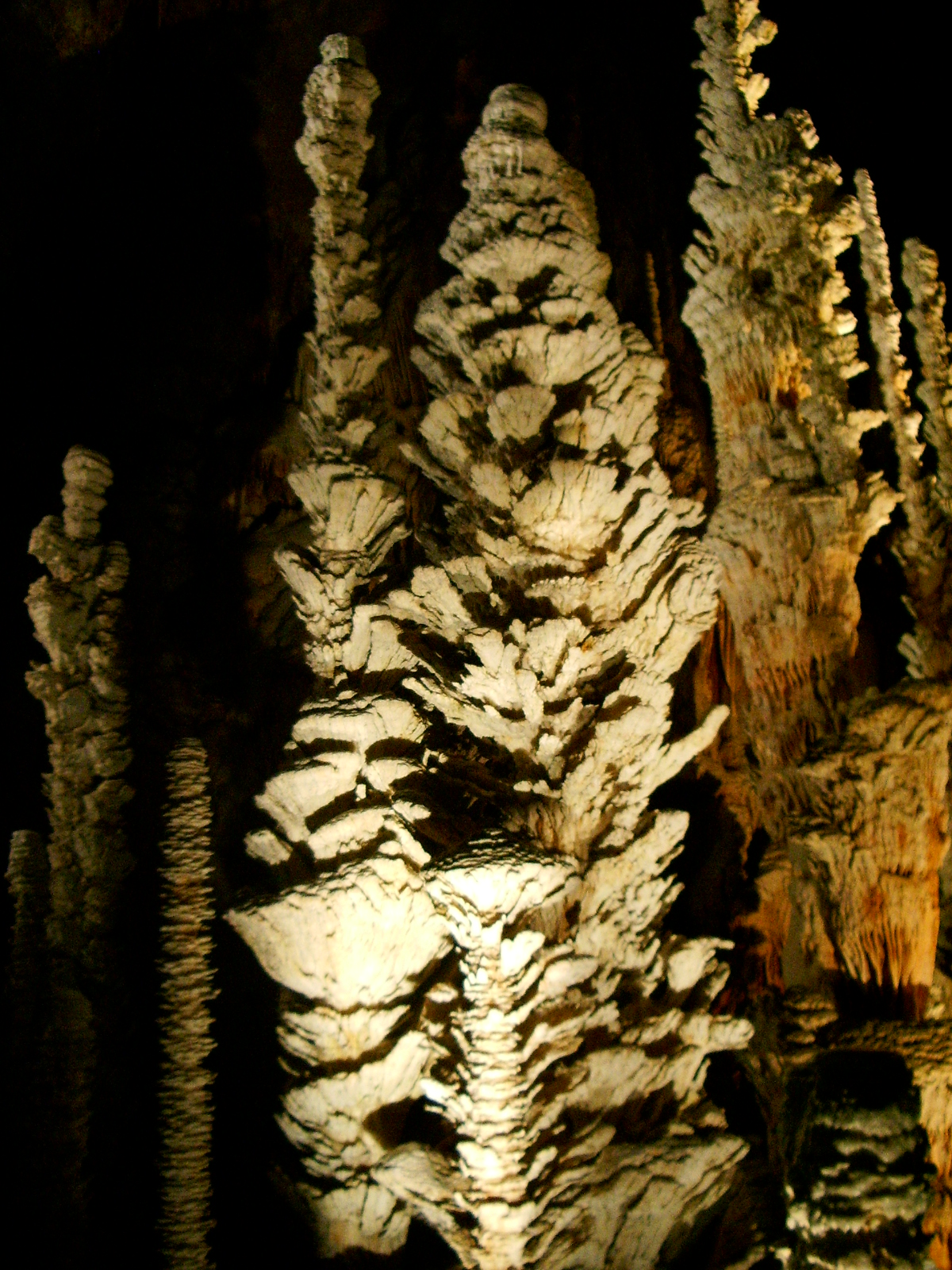
Stalagmite en "empilement d'assiettes"
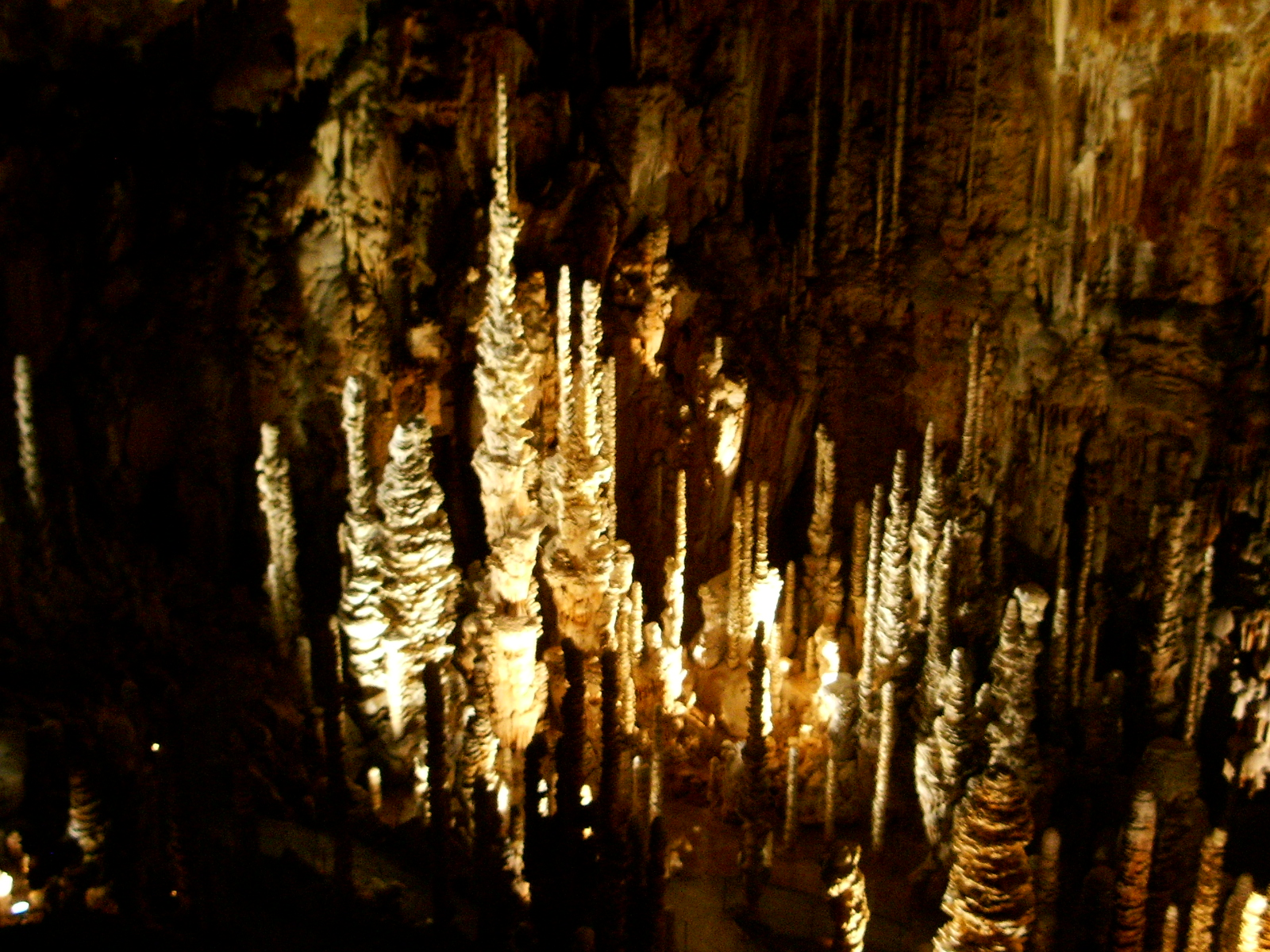
Une partie de la forêt de stalagmites